# Hellraiser: Revelations
Série Hellraiser
Hellworld
(2005) Judgment
(2018)
Pour plus de détails, voir Fiche technique et Distribution.
Hellraiser: Revelations ou Hellraiser : Révélations au Québec, est un film d'horreur américano-britannique réalisé par Víctor García sorti en 2011, c'est le neuvième film de la saga Hellraiser.
Le film suit Nico, un adolescent qui explore le Mexique avec son ami Steven, qui se retrouve malencontreusement avec une boîte maléfique. Celle-ci va réveiller les cénobites et lui faire connaître les souffrances de l'enfer. Sa famille est à sa recherche et, après le retour de Steven, ils commencent à se demander si leur fils est encore vivant. Peu après, ils découvriront le terrible secret du voyage au Mexique. Pinhead, accompagné du mystérieux pseudo-Pinhead, vont apparaître pour leur faire connaître la souffrance éternelle.

## Synopsis
Les meilleurs amis Steven Craven et Nico Bradley s'enfuient inexplicablement de la maison pour partir au Mexique. Ils filment eux-mêmes leur voyage et se livrent à plusieurs jours de fête dans l'ivresse. Les garçons disparaissent, et les autorités mexicaines retournent leurs biens à leurs parents, y compris un enregistrement vidéo, réalisé par Steven qui rendra logiquement compte de leurs derniers instants.
Un an plus tard, les parents de Steven, Ross et Sarah, ainsi que sa sœur, Emma, se réunissent pour dîner avec les parents de Nico, Peter et Kate. Les tensions augmentent lorsque Emma exige que les familles reconnaissent le fait qu'un enquêteur privé n'ai pas pu fournir de renseignement sur le destin des garçons. Emma interroge sa mère sur le contenu de la caméra de Steven, qu'elle regarde obsessionnellement en privé. Plus tard, Emma se faufile dans la chambre de Steven et trouve la caméra. En regardant la vidéo, elle trouve le métrage présentant Steven et Nico qui ramassent une fille dans un bar. Nico la tue pendant des rapports sexuels ayant lieu dans les toilettes du bar, et fait du chantage à Steven pour qu'ils continuent ensemble leurs "vacances" en le menaçant de l'impliquer dans le crime.
Emma découvre également une médaille d'or et une boîte de puzzle qui était visible dans les derniers instants de la vidéo. Tandis qu'elle la manipule, Steven surgit, couvert d'un sang qui ne semble pas être le sien. Les familles se préparent à se précipiter à l'hôpital, pour découvrir que tous les véhicules ont disparu de l'allée. En essayant de composer le 911, ils découvrent que les lignes terrestres et les téléphones cellulaires ne reçoivent plus rien. Un vagabond apparaît et attaque avec une grande sauvagerie. Comme ils sont à quatre miles de la route principale la plus proche et qu'il est le milieu de la nuit, ils décident d'attendre calfeutrés jusqu'au matin, pour demander de l'aide. Steven raconte aux familles qu'il a échappé aux cénobites, ce que définit Emma comme membres d'une communauté monastique.
Un autre flashback montre Steven et Nico assis dans un bar, quand ils sont approchés par un vagabond qui semble en savoir sur l'assassinat de la jeune fille et leur offre la boîte de puzzle, en leur disant qu'il va élargir leurs horizons de plaisir sensuel et leur permettre de vivre des états physiques et psychologiques de l'euphorie inaccessibles à la plupart des gens. Lorsque Nico tente de lui acheter, le vagabond la lui donne, en lui disant que la boîte a toujours été la sienne. Emma joue encore avec la boîte de puzzle, ce qui lui fait éprouver de l'excitation intense. Elle apporte la soupe à son frère et les deux à proximité ont une conversation sur la maturation sexuelle d'Emma, culminant dans les baisers passionnés et les caresses. Tandis que Steven caresse sa poitrine, Emma a une vision d'un univers rempli avec des chaînes et des corps mutilés.
Steven descend les escaliers, récupère le fusil de chasse, et après avoir tiré sur Ross dans l'estomac, tient tout le monde en joue. Un flashback final révèle que, après que Nico a ouvert la boîte de puzzle, il a accédé au royaume des cénobites, des sado-masochistes extra-dimensionnels menés par Pinhead, qui lui a offert l'expérience ultime. Alors que Steven a fui, Nico a accepté, et a été pris dans le royaume des cénobites en êtant soumis à la torture extrême et à la mutilation. Quelque temps plus tard, Steven a eu des relations sexuelles avec une prostituée près de la boîte, permettant à Nico de communiquer avec lui, le suppliant de la tuer. Steven matraque la femme à mort avec la boîte, le sang qui en résulte donne à Nico assez d'énergie pour échapper au cube cénobite, décharné.
Maintenant poursuivi par les cénobites, Nico a besoin de plus de sang pour se revigorer. Pour une durée indéterminée, Steven prend des prostituées et les assassinent, Nico se nourrissant de leur sang. Son corps se régénère lentement jusqu'à ce qu'il ne lui manque plus que de la peau humaine. Quand Steven refuse de tuer plus, après que Nico tue une femme et son bébé, Nico l'assomme et le dépèce, en prenant sa peau comme un costume. Tandis que Nico s'éloigne, Steven mourant saisit la boîte de puzzle et l'ouvre. Les cénobites l'acceptent dans leurs rangs et le transforment en une créature partiellement écorchée mais similaire à Pinhead, avec des clous enfoncés dans le crâne.
Nico nargue les familles avec le fusil de chasse avant d'exiger qu'Emma récupère et ouvre la boîte de puzzle pour lui : ayant vécu dans la peur des cénobites depuis longtemps, il a l'intention de leur offrir Emma pour prendre sa place dans leur domaine, assurant ainsi sa propre liberté. Emma ouvre la boîte et amène les cénobites, y compris Steven. Pinhead reconnaît dans Emma un sombre désir sexuel par railleries et sous-entendus. Kate, en ignorant l'avertissement de Pinhead de garder le silence, lui dit que c'est en fait Nico qui a forcé Emma à ouvrir la boîte, amenant Pinhead à envoyer des chaînes lui déchirer la gorge. Mais lorsque Nico propose Emma comme son remplaçant, Pinhead refuse. Les chaînes apparaissent sur les murs et se saisissent de lui.
Comme les cénobites se préparent à partir avec lui, Ross mourant tire sur Nico dans la poitrine, en déclarant que lui seul doit avoir la satisfaction de la vengeance. Pinhead en colère lui dit que les tortures des cénobites l'auraient largement vengé, et qu'ils sont maintenant dépourvus d'une victime. Des chaînes émergent des murs et piégent Sarah, tandis que Pinhead dit à Ross qu'il va mourir en sachant que son besoin de vengeance a causé à sa femme une éternité de tourments. Avant de partir, il dit à Emma que lorsque cette existence ne la satisfera plus, ils seront en attente pour elle.
Pinhead, les cénobites et Sarah disparaissent. Ross s'excuse pour ce qu'il a fait avant de mourir dans les bras d'Emma. Emma tend la main vers la boîte de puzzle tandis que le film se termine.

## Fiche technique
- Titres original : Hellraiser: Revelations
- Titre québécois : Hellraiser : Révélations
- Réalisation : Víctor García
- Scénario : Gary Tunnicliffe
- Musique : Frederik Wiedmann
- Photographie : David A. Armstrong
- Montage : Matthew Rundell
- Décors : Marina Starec
- Sociétés de production : Dimension Films
- Pays de production : États-Unis et Royaume-Uni
- Budget : 300 000 $ (231 018 euros)
- Format : Couleurs - 35 mm - 1,85:1 - son Dolby
- Genre : Horreur et fantastique
- Durée : 75 minutes
- Dates de sortie : 
  - États-Unis : 18 mars 2011 puis 2 septembre 2011 (sortie limitée) ; 18 octobre 2011 (en DVD et Blu-ray)

## Distribution
- Stephan Smith Collins (VQ : Stéphane Rivard) : Pinhead
- Nick Eversman (VQ : Xavier Dolan) : Steven Craven
- Jay Gillespie (VQ : Alexandre Fortin) : Nico Bradley / Pseudo-Pinhead
- Devon Sorvari (VQ : Nathalie Coupal) : Sarah Craven
- Steven Brand (VQ : Sylvain Hétu) : Dr Ross Craven
- Sebastien Roberts (VQ : Marc-André Bélanger) : Peter Bradley
- Sanny Van Heteren (VQ : Marie-Andrée Corneille) : Kate Bradley
- Tracey Fairaway (VQ : Kim Jalabert) : Emma Craven
- Daniel Buran : Vagrant
- Jolene Andersen : Chatterer, le cénobite

Source et légende : Version québécoise (VQ) sur Doublage Québec.

## Autour du film
- C'est le neuvième chapitre de la saga originale. Clive Barker a exprimé son mécontentement envers l'utilisation de son œuvre et compte redonner une seconde vie à la saga avec un remake. Le remake sort finalement en 2022.
- Stephan Smith Collins interprète pour la première fois le rôle de Pinhead, tenu dans les 8 premiers films par  Doug Bradley.
- Après une avant-première, le 17 mars 2011 au cinéma Rave Motion Pictures de Los Angeles, le film est sorti le 2 septembre 2011 aux États-Unis dans un nombre limité de salles. Les critiques ont été assez négatives comme pour les quatre derniers films de la saga.